# Jennifer Evans-van der Harten

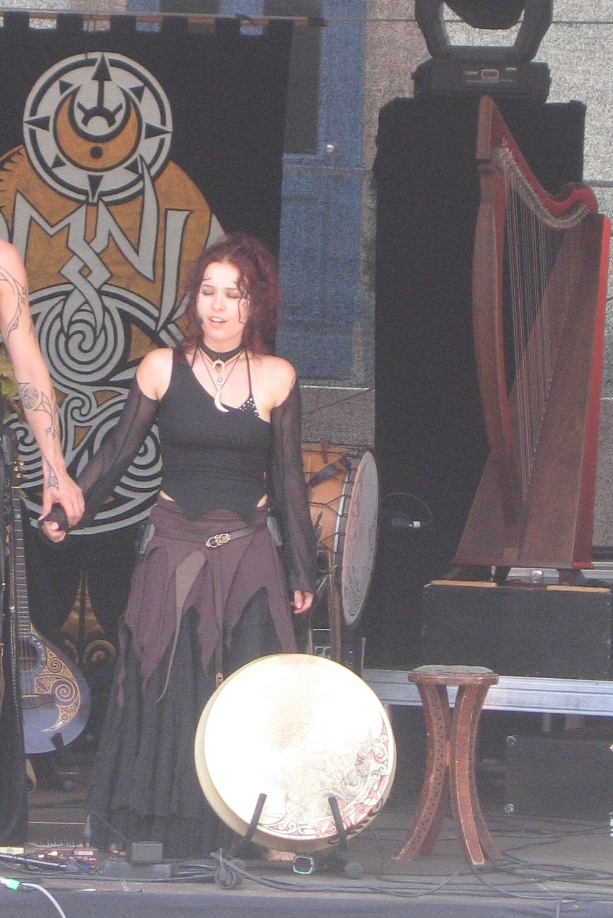
Jennifer Evans-Van der Harten auf der Anno Domini 1408 Convention in Luxemburg

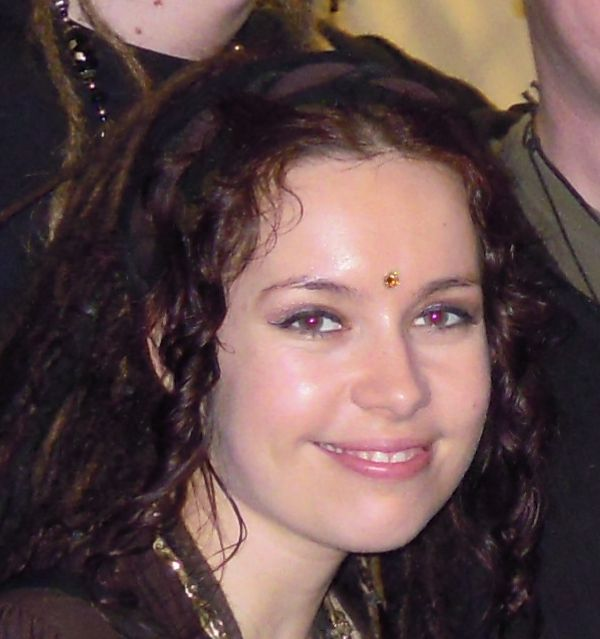
Capelle aan den IJssel 2011.

Jennifer „Jenny“ Evans-van der Harten (* 20. Februar 1980 in Mijdrecht) ist eine niederländische Singer-Songwriterin und Harfenistin.

## Biografie
Jennifer Evans-van der Harten wurde 1980 in Mijdrecht geboren und begann im Alter von fünf Jahren mit dem klassischen Klavierspiel. Schon als Teenager begann sie, die neokeltische Harfe zu spielen. Evans-van der Harten studierte Musik am Konservatorium von Amsterdam und irische Harfe bei Janet Harbison in Irland. Sie spielte mit verschiedenen Gruppen wie Anúna (Irland), Shantalla (Belgien) und Lazarus Harps (USA) und trat 2002 der Pagan-Folk-Gruppe Omnia bei.
Evans-van der Harten ist mit ihrem Bandkollegen Steve Evans verheiratet, der nach der Heirat seinen Nachnamen in Evans-van der Harten geändert hat, genau wie sie.

## Diskografie

### Alben
- 2003 OMNIA "3"
- 2004 Crone of War
- 2006 PaganFolk
- 2007 Alive!
- 2010 Wolf Love
- 2011 Musick and Poëtree
- 2014 Earth Warrior
- 2015 Naked Harp
- 2016 Prayer
- 2018 Reflexions